# Orden (struktur)
 For alternative betydninger, se Orden. (Se også artikler, som begynder med Orden)
Orden er den indre opbygning og særlige dynamik der fremstår ved at se på de mekanismer og elementer der skaber et ordnet hele.
Verden har orden, struktur, mønstre og systematik for ellers ville der (måske stadigt) råde permanent kaos.
Spørgsmålet er om ”orden” kan opstå af sig selv (spontant), er givet en gang for alle (naturens orden, se naturfilosofi) eller er under stadig udvikling (om det ordner sig) .
Analyser af  strukturer, afslører ofte at de består af relativt simple komponenter. Et træ og dets mange forgreninger består f.eks. i princippet af sammensatte Y-stykker. Andre strukturer i naturen gentager sig selv i både lille og stor skala. Et blads takker indeholder de samme former set i mikroskop som set med det blotte øje. Konturerne af en kystlinie, i forskellige forstørrelser ser ens ud.
Mønstre (Fraktal) er matematiske former via en computer, som også viser sig som gentagelser. Er det den lille skala der går igen i den store eller omvendt?
Selv synkronisering kan iagttages hvis man sætter nogle metronomer (der går i utakt) på en gynge i bevægelse. Så vil de efter noget tid gå i takt.
Selvtilpasning eller selvregulering (Kybernetik) sker i en dynamisk balance med input & output fra og til omgivelserne, og såkaldt feed-back hvor ændringer fremmes eller hæmmes / accelereres eller bremses. Forstyrrelser, eks. mutation, ustabilitet (labilitet), uorden (entropi), selvsving evt. grænsende til kaos kan indtræde. Indtil (evt. ny) orden/ balance opstår.
I organismen er der til stadighed en indre fysiologisk dynamisk tilpasning (homøostase).
Selv-opståen/ fremkomst (Emergens):
De såkaldte (dissipative) mønstre i væsker og andre strukturer, der opstår ved vekselvirkning i termodynamisk uligevægt nær kaos. Zebra striber m.fl. (er stivnede mønstre). Fingeraftryk og Snefnug dannes og er alle forskellige. Snefnug er symmetriske, forstyrrelser ved dannelsen gør at en del bliver deforme. Emergent evolution er udvikling hvor noget helt nyt dukker op (eks. tilfældig spontan mutation) og samspiller med den naturlige selektion.
Selvorganiserende systemer, Stigmergi er en indirekte spontan opstået form for samordning (signal/ handling) imellem og ved aktørers ageren, der efterlader spor i omgivelsen (miljøet/ mediet) uden central koordinering (styring) eller plan/ design. Termitter opbygger deres imponerende bo efter simpel formel; klat så klat ovenpå. Myrer afsætter signal/spor i form af feromon (følg det).
For en iagttager ser det ud som værende overordnet intelligent selvom det reelt er resultatet af sammenfaldende aktivitet af aktører der ikke i sig selv har intelligens. Det gælder måske også for hjernecelle.

Når det gælder fisk eller fugle ville der, ved et vist antal, råde kaos, hvis ikke der opstod orden (sværm intelligens).

## Selvregulerende: i Organisations filosofi
Ledelsen opløser eksisterende struktur, og gennemtvinger en ændring. Denne nye har ikke (endnu) fungerende arbejdsgange. Medarbejderne er nødt til (kontrol) at agere i de nye rammer. Som tiden går danner de 'af sig selv' ny struktur så det kommer til at fungere på ny måde.
Velkendt er også ”troen på” at de frie markedskræfter er selvregulerende. Dog er spørgsmålet om der findes et frit marked.

## Video klips
- illusionen om kompleks adfærd
- sværm intelligens - stigmergy

## ref. Links
- robotter-bygger-uden-instrukser-fra-mennesker
- nanoteknologi- samler sig selv
- https://ing.dk/artikel/turingstrukturers-matematiske-skonhed-130301